# 58-ма паралель південної широти
58-ма паралель південної широти — лінія широти, що лежить на 58 градусів південніше земної екваторіальної площини. Паралель не перетинає жодну ділянку суходолу і повністю проходить через Світовий океан.
На цій широті під час літнього сонцестояння сонце видно 18 годин 11 хвилин, а під час зимового сонцестояння — 6 годин 27 хвилин.

## Список географічних об'єктів, що перетинає 58° пд. ш.
Починаючи з Гринвіцького меридіану та рухаючись на схід, 58-ма паралель південної широти проходить через:
| Координати                                                  | Океан             | Примітки |
| ----------------------------------------------------------- | ----------------- | --- |
| 58°0′ пд. ш. 0°0′ сх. д. / 58.000° пд. ш. 0.000° сх. д.     | Атлантичний океан | |
| 58°0′ пд. ш. 20°0′ сх. д. / 58.000° пд. ш. 20.000° сх. д.   | Індійський океан  | |
| 58°0′ пд. ш. 147°0′ сх. д. / 58.000° пд. ш. 147.000° сх. д. | Тихий океан       | Протока Дрейка — проходить між Південною Америкою та Антарктичним півостровом                                                           |
| 58°0′ пд. ш. 67°16′ зх. д. / 58.000° пд. ш. 67.267° зх. д.  | Атлантичний океан | Море Скоша — проходить між островами Сондерс[en] та Монтегю[en], Південна Джорджія та Південні Сандвічеві Острови (претендує Аргентина) |